# Merimetsa

Merimetsa est un quartier du district de  Tallinn-Nord à Tallinn en Estonie.

## Description
En 2019, Merimetsa compte 4 habitants.
Sa superficie est de 1,34 km2.
Ses quartiers limitrophes sont Pelguranna, Pelgulinn, Lilleküla et Mustjõe
Les rues de Merimetsa sont Lahepea tänav Merelahe tee, Merimetsa tee et Pelguranna tänav.

## Population
| 2008 | 2010 | 2011 | 2012 | 2013 | 2014 | 2015 |
| ---- | ---- | ---- | ---- | ---- | ---- | ---- |
| 13   | 13   | 13   | 5    | 4    | 4    | 4    |

| 2016 | 2017 | 2018 | 2019 | 2020 | 2021 | 2022 |
| ---- | ---- | ---- | ---- | ---- | ---- | ---- |
| 4    | 4    | 4    | 4    | 5    | 5    | 5    |

## Transports
Les lignes de bus n° 21, 21B, 22, 41, 41В, 42 et 43 desservent le quartier.

## Lieux et bâtiments
Merimetsa abrite la clinique psychiatrique de l'hôpital régional du nord de Tallinn (anciennement hôpital psychiatrique Seevald), la polyclinique Meremeeste de l'hôpital central de Lääne-Tallinn, la clinique des infections de l'hôpital central de Lääne-Tallinn, la clinique des infections de l'hôpital central de Lääne-Tallinn et le centre de soutien Merimetsa.

## Galerie

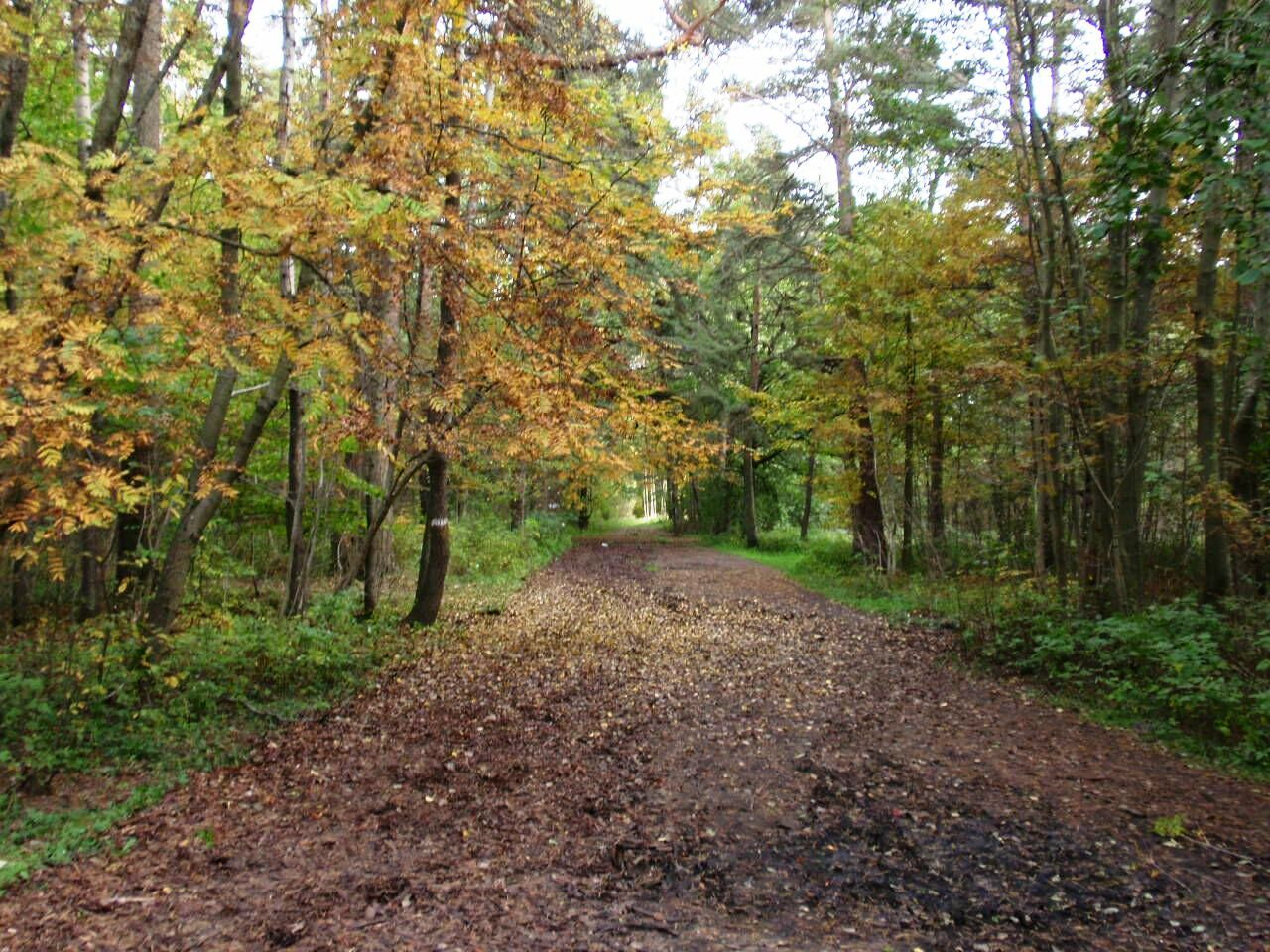
Forêt de Merimetsa
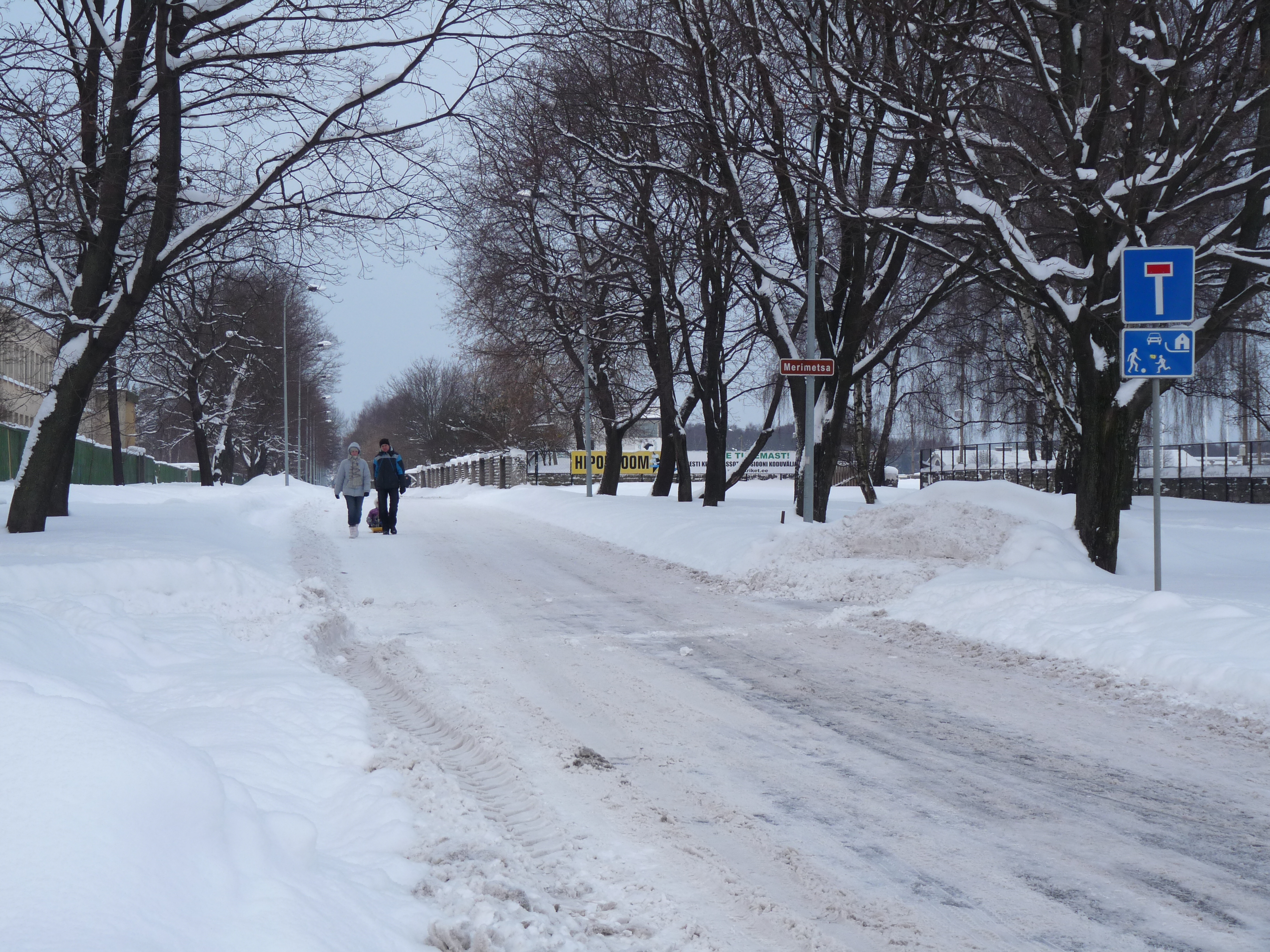
La rue Merimetsa entre l'hippodrome de Tallinn  et l'hôpital de psychoneurologie.
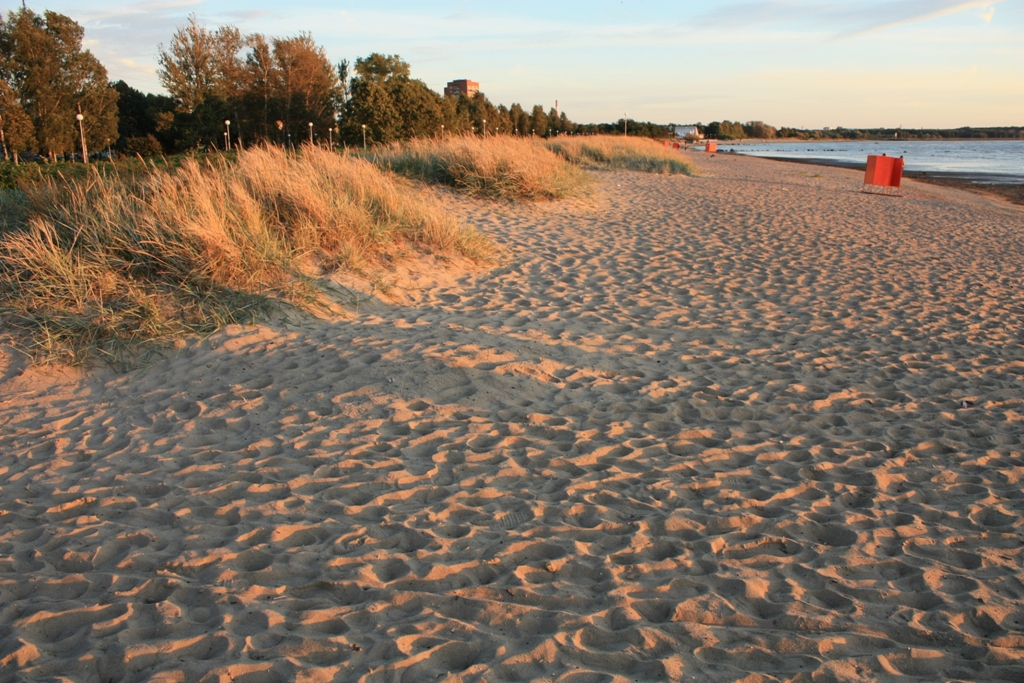
Plage de Stoomi beach
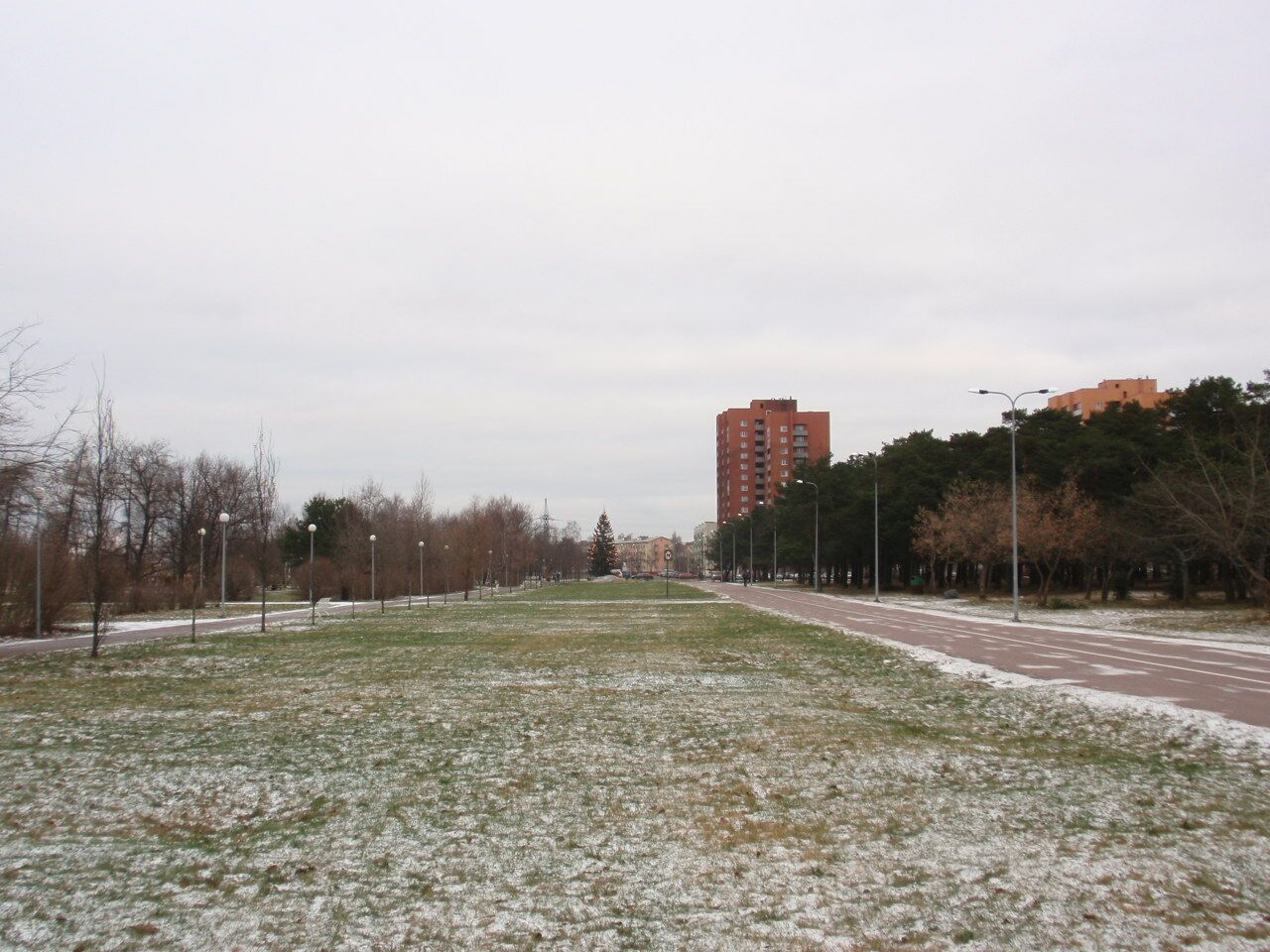
Plage de Stroomi à Noël.